# St. Nikolaus (Waldmühlbach)

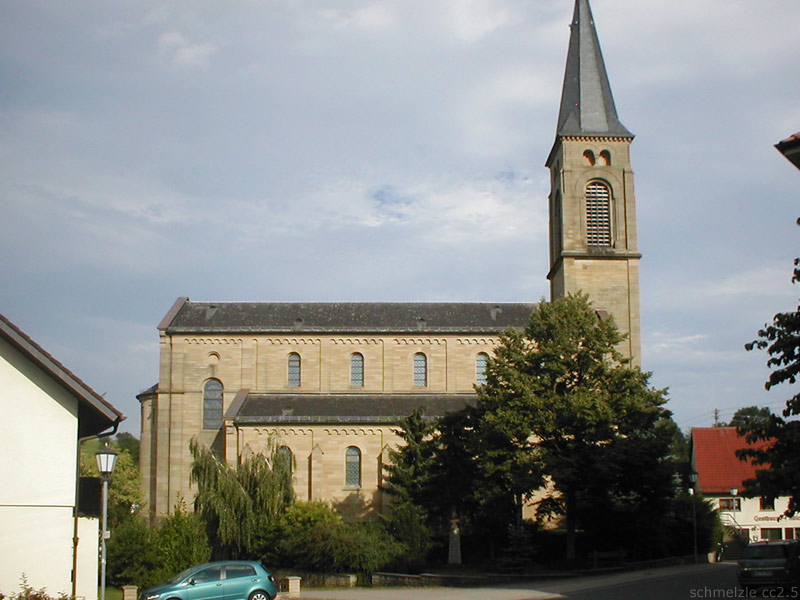
Pfarrkirche St. Nikolaus in Waldmühlbach

Die katholische Pfarrkirche St. Nikolaus ist eine neoromanische Kirche in Waldmühlbach, einem Ortsteil von Billigheim im Norden Baden-Württembergs. Sie ist dem heiligen Nikolaus geweiht.

## Lage
Die Kirche befindet sich auf einer Anhöhe in der Ortsmitte Waldmühlbachs.

## Geschichte

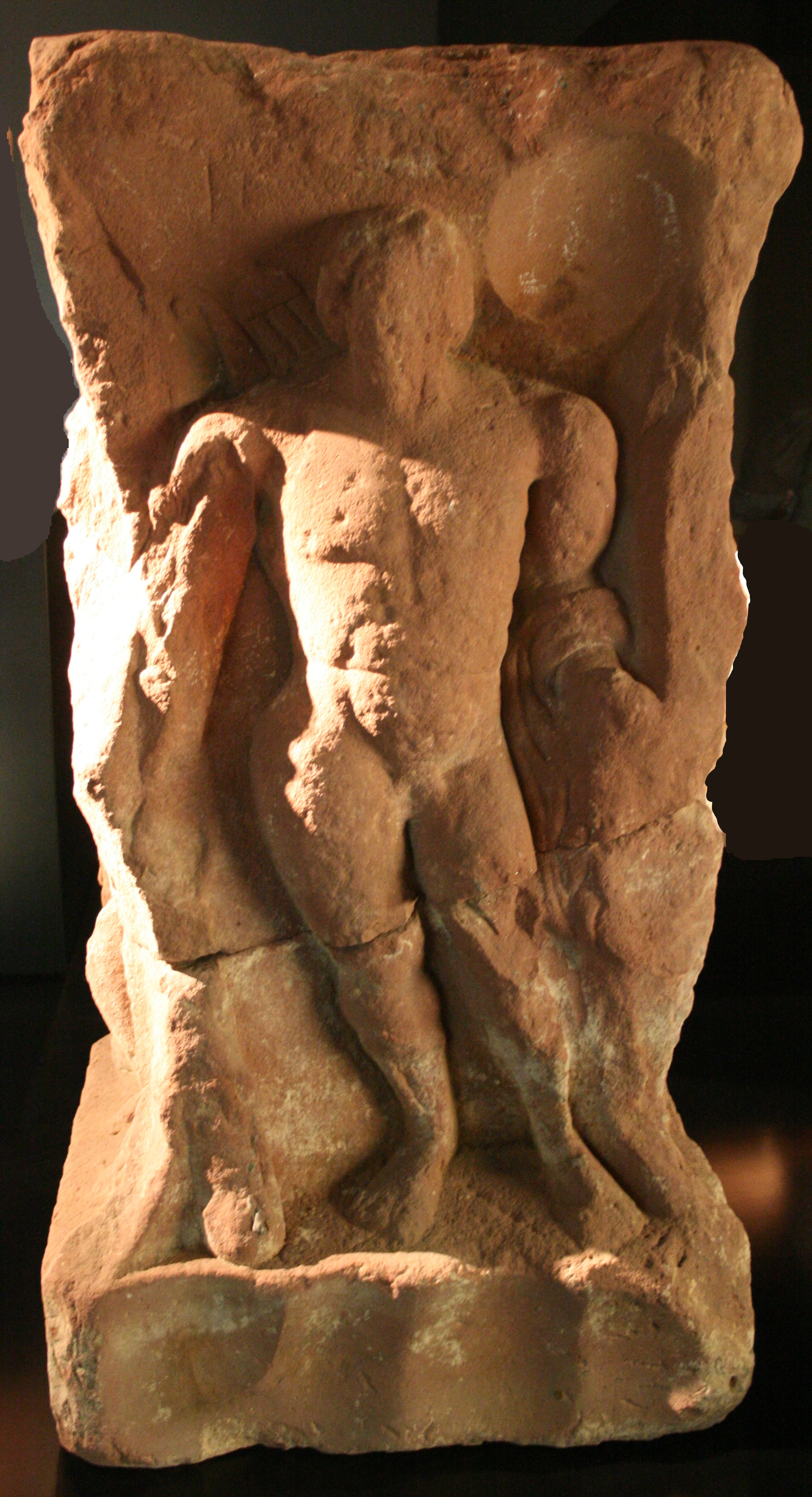
Viergötterstein gefunden bei Abrissarbeiten in der Kirche.

Bereits 1274 ist eine gotische Nikolauskirche in Waldmühlbach bezeugt. Aus dieser sind Darstellungen der Vierzehn Nothelfer erhalten, die sich heute über dem Eingang zur Sakristei befinden. Seit dieser Zeit ist Waldmühlbach eine eigenständige Pfarrei und gehörte bis zum Anfang des 19. Jahrhunderts zum Bistum Würzburg. Seither ist sie Teil des Erzbistums Freiburg.
Direkter Vorgänger der heutigen Kirche war ein barocker Bau, der vermutlich 1748 errichtet wurde. Diese Kirche war 21,9 m lang und 9,6 m breit. Sie fasste etwa 210 Personen. Das benachbarte Katzental war und ist Filialgemeinde der Pfarrei Waldmühlbach. Daher musste die Kirche in Waldmühlbach die Bevölkerung beider Orte aufnehmen können. Die neue Kirche konnte jedoch, vielleicht aus Geldmangel, nicht in ausreichender Größe errichtet werden. Daher war die Kirche schon bald zu klein. Um 1830 hatten die beiden Orte zusammen etwa 1000 Einwohner.
1865 wurde der Neubau einer Kirche beschlossen. Die neue Kirche wurde an der Stelle des Vorgängerbaus errichtet. 1883 wurde zunächst in der benachbarten Pfarrscheune eine Notkirche für die Übergangszeit errichtet. Danach begannen die Abrissarbeiten. Bei diesen wurden römische Skulpturen und Inschriftensteine aus den ersten nachchristlichen Jahrhunderten gefunden. Diese befinden sich heute im Römermuseum Osterburken.
Die Baupläne für die neue Kirche stammen von Ludwig Maier, dem Leiter des erzbischöflichen Bauamts in Mosbach. Am 22. Mai 1884 fand die Grundsteinlegung statt. Im Dezember 1885 wurde die Kirche fertiggestellt.

## Ausstattung

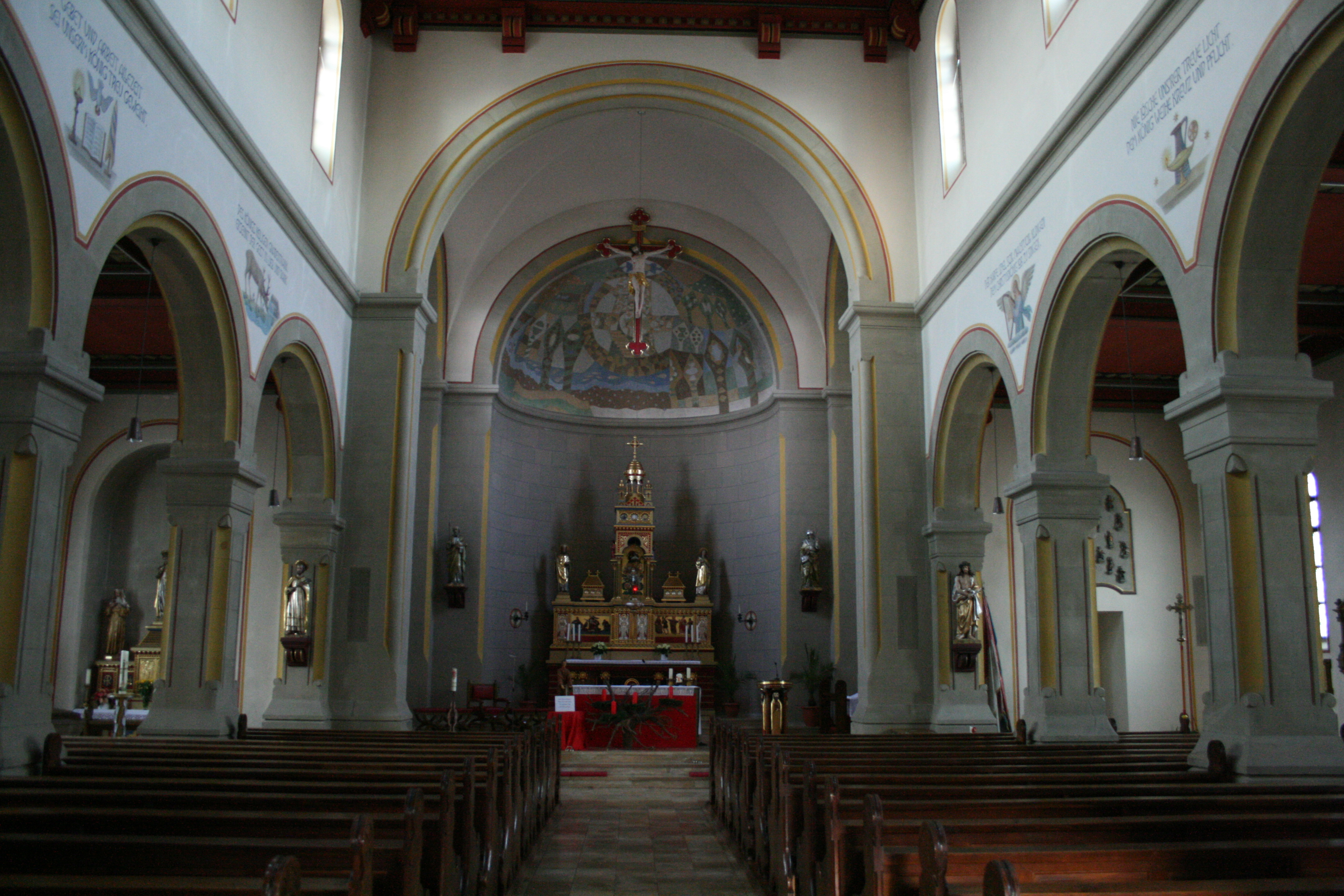
Innenraum

Die Kirche ist eine dreischiffige neuromanische Pfeilerbasilika.
Sie hat eine Nord-Süd-Ausrichtung. Der Chor mit der Apsis zeigt nach Norden, der Turm nach Süden.
Der Kirchturm ist 46,08 m hoch.
Über dem Chorraum hängt ein Barockkreuz. Im Chorraum befinden sich Statuen des heiligen Nikolaus, des heiligen Kilian und anderer Heiliger.
An den Seiten des Kirchenschiffs hängen Darstellungen der Kreuzwegstationen. In der Kirche befindet sich auch eine Statue von Maria als Königin.
Die Orgel wurde 1885 von Ignaz Dörr aus Hardheim erbaut.

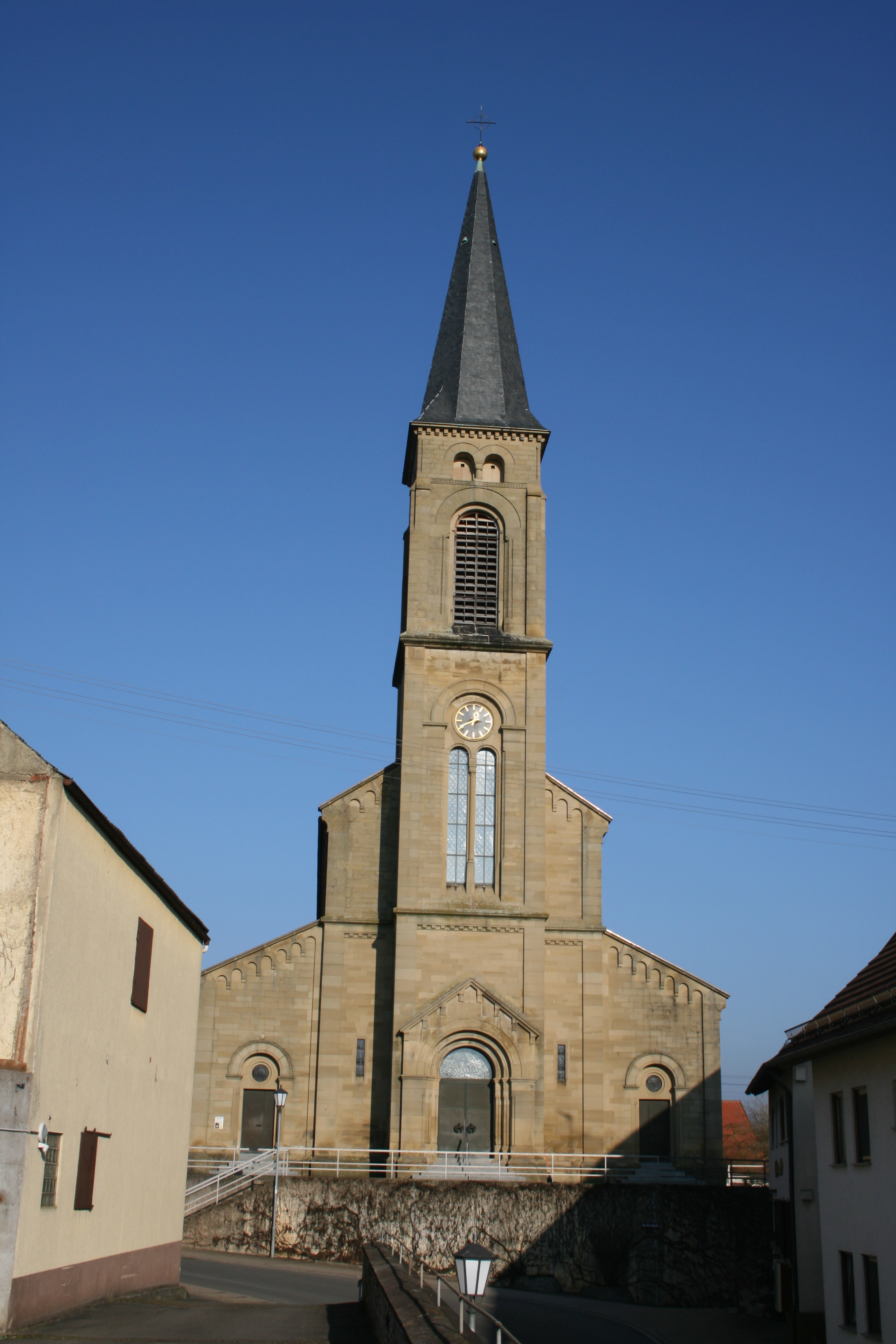

Im Turm befinden sich vier Glocken. Die drei größeren stammen aus dem Jahr 1951 und sind Ersatz für drei Glocken, die im Zweiten Weltkrieg für die Rüstungsindustrie abgegeben werden mussten.
|                     | Jahr | Gewicht | Ton |
| ------------------- | ---- | ------- | --- |
| Christ König Glocke | 1951 | 693 kg  | fis |
| St. Nikolaus Glocke | 1951 | 380 kg  | a   |
| St. Maria Glocke    | 1951 | 260 kg  | h   |
| St. Josef Glocke    | 1927 | 241 kg  | cis |